# Залуже (Підкарпатське воєводство)
Залужжя (пол. Załuże) — село в Польщі, у гміні Любачів Любачівського повіту Підкарпатського воєводства. Населення — 790 осіб (2011).

## Назва
У 1977—1981 роках під час кампанії ліквідації українських назв село Залуже перейменували на Заленже (пол. Załęże).

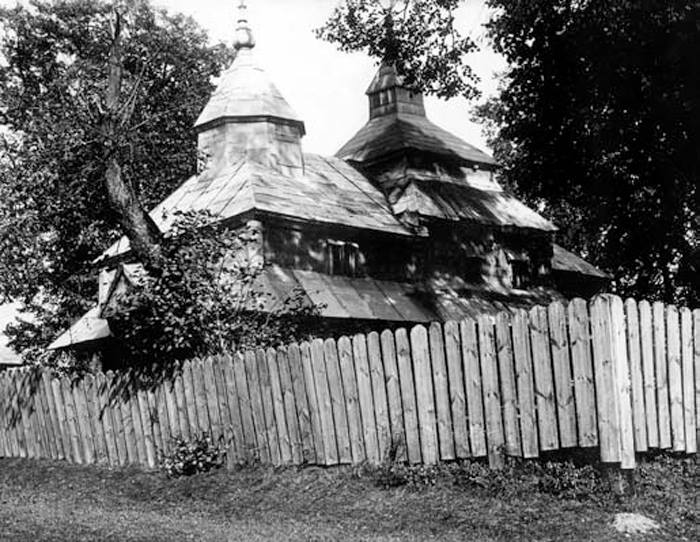
Церква у с. Залужжя, споруджна у 1700, зруйнована у 1984

## Історія
На 1 січня 1939 року в селі мешкало 1340 осіб, з них 760 українців-греко-католиків, 480 українців-римокатоликів, 20 поляків і 80 євреїв. Село входило до ґміни Лісє Ями Любачівського повіту Львівського воєводства.
У середині вересня 1939 року німці окупували село, однак вже 26 вересня 1939 року мусіли відступити, оскільки за пактом Ріббентропа-Молотова територія належала до радянської зони впливу. 17 січня 1940 року село включене до Любачівського району Львівської області. У червні 1941 року, з початком німецько-радянської війни, село знову було окуповане німцями. У липні 1944 року радянські війська зайняли село.
У жовтні 1944 року село у складі західних районів Львівської області віддане Польщі, а українське населення вивезено до СРСР та на понімецькі землі.
У 1975—1998 роках село належало до Перемишльського воєводства.

## Демографія
Демографічна структура станом на 31 березня 2011 року:
|          | Загалом | Допрацездатний вік | Працездатний вік | Постпрацездатний вік |
| -------- | ------- | ------------------ | ---------------- | -------------------- |
| Чоловіки | 394     | 94                 | 267              | 33                   |
| Жінки    | 396     | 95                 | 220              | 81                   |
| Разом    | 790     | 189                | 487              | 114                  |